# Katheryn Winnick
Katheryn Winnick (Toronto, 17 dicembre 1977) è un'attrice e artista marziale canadese.

## Biografia
Nata e cresciuta in Canada in una famiglia originaria dell'Ucraina, ha iniziato a studiare arti marziali all'età di sette anni raggiungendo la sua prima cintura nera all'età di tredici: vanta il terzo dan nel Taekwondo e il secondo nel Shotokan; possiede inoltre la licenza di bodyguard e gestisce tre scuole di arti marziali. Parla correntemente l'ucraino, che considera la sua lingua madre, e l'inglese, oltre che discretamente il francese.
Ha iniziato a recitare nel 1999 dopo aver studiato al William Esper Studio di New York. Raggiunge la notorietà internazionale nel 2013, quando viene scelta per il ruolo di Lagertha nella fortunata serie televisiva Vikings.
Nel 2017 è entrata nel cast del videogioco Call of Duty: World War II.

## Filmografia

### Attrice

#### Cinema
- Two Weeks Notice - Due settimane per innamorarsi (Two Weeks Notice), regia di Marc Lawrence (2002)
- Vado, vedo... vengo! - Un viaggio tutto curve (Going the Distance), regia di Mark Griffiths (2004)
- Halloween Killer (Satan's Little Helpers), regia di Jeff Lieberman (2004)
- Hellraiser: Hellworld, regia di Rick Bota (2005)
- A casa con i suoi (Failure to Launch), regia di Tom Dey (2006)
- When Nietzsche Wept, regia di Pinchas Perry (2007)
- Amusement - Giochi pericolosi (Amusement), regia di John Simpson (2008)
- Amore & altri rimedi (Love and Other Drugs), regia di Edward Zwick (2010)
- Choose, regia di Marcus Graves (2010)
- Killers, regia di Robert Luketic (2010)
- Uomini di parola (Stand Up Guys), regia di Fisher Stevens (2012)
- A Glimpse Inside the Mind of Charles Swan III, regia di Roman Coppola (2012)
- The Art of the Steal - L'arte del furto (The Art of the Steal), regia di Jonathan Sobol (2013)
- La torre nera (The Dark Tower), regia di Nikolaj Arcel (2017)
- Geostorm, regia di Dean Devlin (2017) – scene eliminate
- Speed Kills, regia di Jodi Scurfield (2018)
- Polar, regia di Jonas Åkerlund (2019)
- Wander - Inganno mortale (Wander), regia di April Mullen (2020)
- Un uomo sopra la legge (The Marksman), regia di Robert Lorenz (2021)
- Una vita in fuga (Flag Day), regia di Sean Penn (2021)

#### Televisione
- PSI Factor – serie TV, episodio 4x02 (1999)
- Student Bodies – serie TV, 5 episodi (1999-2000)
- Relic Hunter – serie TV, episodio 1x14 (2000)
- Law & Order: Criminal Intent – serie TV, episodi 1x17-8x05 (2002-2009)
- Oz – serie TV, episodio 6x05 (2003)
- Missing (1-800-Missing) – serie TV, episodio 2x06 (2003)
- Una nuova vita per Zoe (Wild Card) – serie TV, episodio 1x04 (2003)
- CSI: Miami – serie TV, episodio 2x22 (2004)
- CSI: NY – serie TV, episodio 2x04 (2005)
- Criminal Minds – serie TV, episodio 1x18 (2006)
- Dr. House - Medical Division (House, M.D.) – serie TV, episodio 3x12 (2007)
- Law & Order - I due volti della giustizia (Law & Order) – serie TV, episodio 18x18 (2008)
- CSI - Scena del crimine (CSI: Crime Scene Investigation) – serie TV, episodio 9x10 (2009)
- The Gates - Dietro il cancello (The Gates) – serie TV, episodio 1x09 (2010)
- Bones – serie TV, 7 episodi (2010-2011)
- The Glades – serie TV, episodio 2x03 (2011)
- Nikita – serie TV, episodio 2x04 (2011)
- Transporter: The Series – serie TV, episodio 1x11 (2012)
- Vikings – serie TV, 71 episodi (2013-2020)
- Person of Interest – serie TV, episodio 4x18 (2015)
- Wu Assassins – serie TV, 9 episodi (2019)
- Big Sky – serie TV, 35 episodi (2020-2023)

### Doppiatrice
- Call of Duty: World War II – videogioco (2017)

### Regista
- Wu Assassins – serie TV, episodio 1x07 (2019)
- Vikings – serie TV, episodio 6x08 (2020)

## Riconoscimenti
- Critics' Choice Super Awards
  - 2021 – Candidatura per la Miglior attrice in una serie TV d'azione per Vikings[6]
- Critics' Choice Television Award
  - 2015 – Candidatura per la Miglior attrice non protagonista in una serie drammatica per Vikings[7]

- Gotham Awards
  - 2009 – Candidatura per la Miglior performance dell'intero cast per Cold Souls

## Doppiatrici italiane
Nelle versioni in italiano delle opere in cui ha recitato, Katheryn Winnick è stata doppiata da:
- Federica De Bortoli in A casa con i suoi, Bones, Polar, Un uomo sopra la legge, Una vita in fuga
- Laura Lenghi in Dr. House - Medical Division, Uomini di parola
- Benedetta Degli Innocenti in Amusement - Giochi pericolosi, Nikita
- Francesca Manicone in La torre nera, Big Sky
- Angela Brusa in Law & Order: Criminal Intent (ep. 1x17)
- Patrizia Mottola in Law & Order: Criminal Intent (ep. 8x05)
- Camilla Gallo in Vado, vedo e vengo - Un viaggio tutte curve
- Domitilla D'Amico in Halloween Killer
- Perla Liberatori in CSI: Miami
- Laura Boccanera in CSI: NY
- Emanuela D'Amico in Criminal Minds
- Antonella Rinaldi in CSI - Scena del crimine
- Myriam Catania in Amore & altri rimedi
- Laura Facchin in The Glades
- Stefania De Peppe in Vikings
- Eleonora De Angelis in The Art of the Steal - L'arte del furto
- Valentina Mari in Person of Interest
- Rachele Paolelli in Wander
- Chiara Colizzi in Wu Assassins

Da doppiatrice è stata sostituita da:
- Stefania De Peppe in Call of Duty: World War II